# Aphaenogaster sangiorgii
Aphaenogaster sangiorgii é uma espécie de formiga da tribo Pheidolini (contida na subfamília Myrmicinae); com distribuição restrita à Ilha de Cefalônia, na Grécia.